# Fortrose
Fortrose (gael. A' Chananaich) – miasto w północnej Szkocji, w hrabstwie Highland (historycznie w Ross and Cromarty), położone na półwyspie Black Isle, u nasady cypla Chanonry Ness, nad zachodnim brzegiem zatoki Moray Firth. W 2011 roku liczyło 1367 mieszkańców.
W mieście znajdują się pozostałości XIII-wiecznej katedry, częściowo rozebranej w XVI/XVII wieku. W XIX wieku miasto było ośrodkiem turystyki, dokąd kursowały statki parowe z położonego na południu Inverness. Do lat 60. XX wieku w mieście działała stacja kolejowa, a także przeprawa promowa do znajdującej się na przeciwnym brzegu zatoki miejscowości Ardesier.